# Lilla Kviddtjärnen
Lilla Kviddtjärnen är en sjö i Karlskoga kommun i Värmland och ingår i Göta älvs huvudavrinningsområde. Sjön är 7 meter djup, har en yta på 0,007 kvadratkilometer och är belägen 169 meter över havet.